# Amphorophora annae
Amphorophora annae är en insektsart som beskrevs av Ossiannilsson 1954. I den svenska databasen Dyntaxa används istället namnet Galiaphis annae. Enligt Catalogue of Life ingår Amphorophora annae i släktet Amphorophora och familjen långrörsbladlöss, men enligt Dyntaxa är tillhörigheten istället släktet Galiaphis och familjen långrörsbladlöss. Arten är reproducerande i Sverige. Inga underarter finns listade i Catalogue of Life.